# Henriette Engelhardt-Wölfler
Henriette Engelhardt-Wölfler (* 1968 in Bruchsal) ist eine deutsche Demografin.

## Leben
Sie studierte Soziologie und Statistik an der Universität Mannheim (Diplom-Soziologin 1992) und an der Universität Bern (Dr. rer. soc. 1998, Habilitation 2005). Sie war als Wissenschaftlerin in Bern (Wirtschafts- und Sozialwissenschaftliche Fakultät/Institut für Soziologie, 1992–1998), am Max-Planck-Institut für Bildungsforschung (1998–2000), am Max-Planck-Institut für demografische Forschung (2000–2002) und am Institut für Demographie der Österreichischen Akademie der Wissenschaften (2002–2006) tätig. Seit 2006 ist sie Professorin für Demografie in Bamberg. Seit 2012 leitet sie das Staatsinstitut für Familienforschung an der Universität Bamberg.
Ihre Forschungsinteressen sind soziale Demografie, Familiendemografie, Sozialepidemiologie und Kausalanalyse.

## Schriften (Auswahl)
- Zur Dynamik von Ehescheidungen. Theoretische und empirische Analysen. Berlin 2002, ISBN 3-428-10119-7.
- (Hrsg.): Probleme und Konsequenzen alternder Gesellschaften. Theoretische Überlegungen, methodische Probleme und empirische Analysen. Bamberg 2011, ISBN 978-3-923507-99-3.
- Grundlagen der Bevölkerungswissenschaft und Demografie. Würzburg 2016, ISBN 3-95650-167-5.
- mit Florian Schulz und Zafer Büyükkec̨eci: Demographic and human development in the Middle East and North Africa. Bamberg 2018, ISBN 3-86309-547-2.